# Lepidomeda copei
Lepidomeda copei es una especie de peces de la familia
Cyprinidae en el orden de los Cypriniformes.

## Morfología
- Los machos pueden llegar alcanzar los 15 cm de longitud total.[1][2]

## Hábitat
Es un pez de agua dulce y de clima templado.

## Distribución geográfica
Se encuentran en Norteamérica: desde la  cuenca del río Snake en Wyoming y Idaho hasta la del río Sevier en Utah (los Estados Unidos ).